# Mimetus dimissus
Mimetus dimissus är en spindelart som beskrevs av Alexander Petrunkevitch 1930. Mimetus dimissus ingår i släktet Mimetus och familjen kaparspindlar. Inga underarter finns listade i Catalogue of Life.